# Line Jensen (calciatrice)
Line Sigvardsen Jensen (23 agosto 1991) è una calciatrice danese, di ruolo difensore.

## Carriera

### Nazionale
Line Jensen viene convocata dalla Federazione calcistica della Danimarca (Dansk Boldspil-Union - DBU) per rappresentare la nazione vestendo la maglia delle giovanili danesi, prima nella Under-17, dove gioca dal 2006 al 2008, per passare poi alla formazione Under-19 per raggiunti limiti di età. Con le U-17 indossa la fascia di capitano in occasione dell'edizione 2008 del campionato mondiale di categoria svolto in Nuova Zelanda.
Grazie alle sue prestazione nelle giovanili, nel 2009 è inserita in rosa nella Nazionale maggiore, selezionata per vestire la maglia della Danimarca impegnata nelle qualificazioni all'edizione 2011 del campionato mondiale, dove fa il suo esordio il 24 ottobre 2010 nella partita vinta per 15-0 sulla Georgia.

## Palmarès
- Campionato danese: 2

Fortuna Hjørring: 2009-2010, 2013-2014
- Coppa di Danimarca: 1

Fortuna Hjørring: 2018-2019